# لويس جارنر
لويس جارنر (بالإنجليزية: Louis Garner)‏ (31 أكتوبر 1994 في المملكة المتحدة - ) هو لاعب كرة قدم بريطاني في مركز الوسط. لعب مع كوفنتري سيتي.

## وصلات خارجية
- لويس جارنر على موقع قاعدة بيانات كرة القدم.إي يو (الإنجليزية)
- لويس جارنر على موقع Soccerbase.com (لاعب) (الإنجليزية)